# Christian Felber
Christian Felber (Salzburg, 9 de desembre de 1972) és un escriptor i economista austríac, pensador sobre societat i economia. És membre del moviment anti-globalització Attac, fundador del Banc democràtic (Demokratischen Bank) i creador del concepte "Economia del bé comú" (Gemeinwohl-Ökonomie).

## Biografia
Christian Felber va néixer el 9 de desembre de 1972 la ciutat austríaca de Salzburg. Va passar la seva infància i adolescència, a prop de Salzburg, entre els llacs Mattsee i Wallersee.
L'any 1990 va començar estudis a Viena de Filologia Romànica i Hispànica i també va fer estudis de ciències polítiques, psicologia i sociologia.
Entre 1994 i 1996 va viure a Madrid (Espanya) on va preparar la tesi de final de carrera. Es va graduar el 1996 en Filologia Romànica. Des de llavors ha treballat com a autor independent.
També és ballarí professional i des de 1994 ha realitzat diferents espectacle de dansa contemporània, entre d'altres amb les companyies de dansa Summer Dance a Graz i Cie. Willi Dorner.
Actualment és professor a la Universitat Econòmica de Viena.
És autor d'articles i llibres, divulgador i conferenciant sobre temes econòmics i socials.
Va ser membre fundador del moviment anti-globalització Attac Àustria i iniciador del Banc Democràtic (Demokratischen Bank).
El 31 d'octubre de 2008 (Dia de la Reforma Protestant) va signar, al costat de Frank Crüsemann, Ulrich Duchrow, Heino Falcke, Kuno Füssel, Detlef Hensche, Siegfried Katterle, Arne Manzeschke, Silke Niemeyer, Franz Segbers, Ton Veerkamp i Karl Georg Zinn el document Pau amb el capital?. Un escrit dirigit a l'església protestant en contra de la seva adaptació al poder de l'economia. (Frieden mit dem Kapital? Ein Aufruf wider die Anpassung der evangelischen Kirche an die Macht der Wirtschaft).
L'any 2010 va crear el concepte Economia del bé comú ("Die Gemeinwohl-Ökonomie"), i va publicar un llibre on el desenvolupa i explica. Aquest concepte planteja un "nou model econòmic" diferent del model econòmic capitalista actual i del model econòmic d'economia soviètica planificada.
Per aquest treball la revista LEBENSART (Estil de vida) el va anomenar "Dissenyador de la sostenibilitat 2010".

## Obres
- La economía del bien común, 2012, ISBN 978-84-234-1280-8
- L'Economie citoyenne – ou quand l'intérêt général s'invite dans le bilan des entreprises, 2011, Actes Sud, ISBN 978-2-7427-9698-4
- Die Gemeinwohl-Ökonomie. Das Wirtschaftsmodell der Zukunft, 2010, ISBN 978-3-552-06137-8
- L'Economie citoyenne – ou quand l'intérêt général s'invite dans le bilan des entreprises, Actes Sud, 2011, ISBN 978-2-7427-9698-4
- Kooperation statt Konkurrenz – 10 Schritte aus der Krise, 2009, ISBN 978-3-552-06111-8
- Als Herausgeber: Wir bauen Europa neu – Wer baut mit? Alternativen für eine demokratische, soziale, ökologische und friedliche EU, 2009, ISBN 978-3-701-73129-9
- Neue Werte für die Wirtschaft – Eine Alternative zu Kommunismus und Kapitalismus, 2008, ISBN 978-3-552-06072-2
- 50 Vorschläge für eine gerechtere Welt – Gegen Konzernmacht und Kapitalismus, 2006, ISBN 3-552-06032-4
- Das kritische EU-Buch – Warum wir ein anderes Europa brauchen, 2006, ISBN 3-552-06032-4
- Schwarzbuch Privatisierung – Wasser, Schulen, Krankenhäuser – was opfern wir dem freien Markt? (juntament amb Michel Reimon), 2003, ISBN 38-000-399-66
- Von Fischen und Pfeilen – Poesie zum Anfassen, 1999, ISBN 3-85273-072-4

### Traduccions en català
- Diners. Noves regles de joc, (2014), Miret editorial.
- L'economia del bé comú. Un model d'economia amb futur (2014), Miret editorial.